# 세르비아의 경제
세르비아의 경제는 중앙유럽의 서비스 기반 중상위 소득 경제로, 3차 부문이 전체 국내총생산(GDP)의 3분의 2를 차지한다. 경제는 자유 시장의 원리에 따라 기능한다. 2021년 명목 국내총생산(GDP)은 1인당 8748달러로 604억3000만달러에 이를 것으로 전망되는 반면 구매력 평가(PPP) 기준 GDP는 1인당 21243달러로 1419억2700만달러에 그쳤다. 세르비아 경제의 가장 강한 부문은 에너지, 자동차 산업, 기계, 광업, 농업이다. 주요 산업 수출품은 자동차, 기본 금속, 가구, 식품 가공, 기계, 화학, 설탕, 타이어, 의류, 의약품이다. 무역은 세르비아의 경제 생산에서 중요한 역할을 한다. 주요 교역 상대국은 독일, 이탈리아, 러시아, 중국, 이웃한 발칸반도 국가들이다.
베오그라드는 세르비아의 수도이자 경제 중심지이며 세르비아 국립은행과 베오그라드 증권거래소뿐만 아니라 세르비아에서 활동하는 대부분의 주요 세르비아 및 국제 기업들의 본거지이다. 노비사드와 니시는 베오그라드에 이어 두 번째, 세 번째로 큰 도시이자 경제 중심지이다.

## 역사
1980년대 후반 계획 경제에서 시장 경제로의 전환이 시작될 무렵 세르비아의 경제는 대부분의 동구권 국가들에 비해 유리한 위치에 있었지만, 1990년대 유고슬라비아 전쟁과 유엔의 제재와 무역 금수 조치의 심각한 영향을 받았다. 동시에, 그 나라는 심각한 "두뇌 유출"을 경험했다. 2000년 슬로보단 밀로셰비치 정권이 무너진 후 세르비아는 시장 경제로의 전환 과정을 거치며 빠른 경제 성장을 경험했다. 이 기간 동안 세르비아 경제는 매년 4~5%씩 성장했고, 평균 임금은 4배 증가했으며, 경제적, 사회적 기회는 극적으로 개선되었다. 세르비아는 2009년 대침체 때 3.1%의 경제 하락을 기록했고, 몇 년 후 경제 침체 이전 수준의 GDP는 2016년에야 도달했다.
2014년부터, 이 나라는 유럽 연합에 가입하기 위한 협상을 진행 중이다.

## 거시경제동향

### 경제 성장
최근 5년간 세르비아 GDP의 평균 성장률은 연 4%였다. GDP 구조는 서비스 67.9%, 산업 26.1%, 농업 6.0%이다.

### 공공 재정
세르비아는 2000년~2008년 GDP 대비 공공부채가 140.1%포인트 줄었다가 정부가 글로벌 2008년 금융위기 영향과 싸우면서 다시 증가세로 돌아섰다. 2018년 공공부채는 GDP의 53.8%였다.
세르비아 외환보유액은 106억 유로에 달했던 2000년부터 2009년까지 크게 증가해 그 수준을 유지하고 있다.

### 통화 및 인플레이션
세르비아의 공식 통화는 세르비아 디나르이며 가장 오래된 통화는 1214년으로 거슬러 올라간다.
세르비아는 역사적으로 특히 1980년대와 1990년대에 높은 인플레이션과 싸워왔다. 1992년과 1993년에는 총 25개월 동안 지속된 초인플레이션 기간을 경험했다. 1993년 월평균 인플레이션율은 3억1300만%였다. 2000년대 초반 이후 인플레이션율은 안정되었고 지난 몇 년간 상대적으로 낮은 수준의 인플레이션이 기록되었다.

## 경제 부문

### 농업

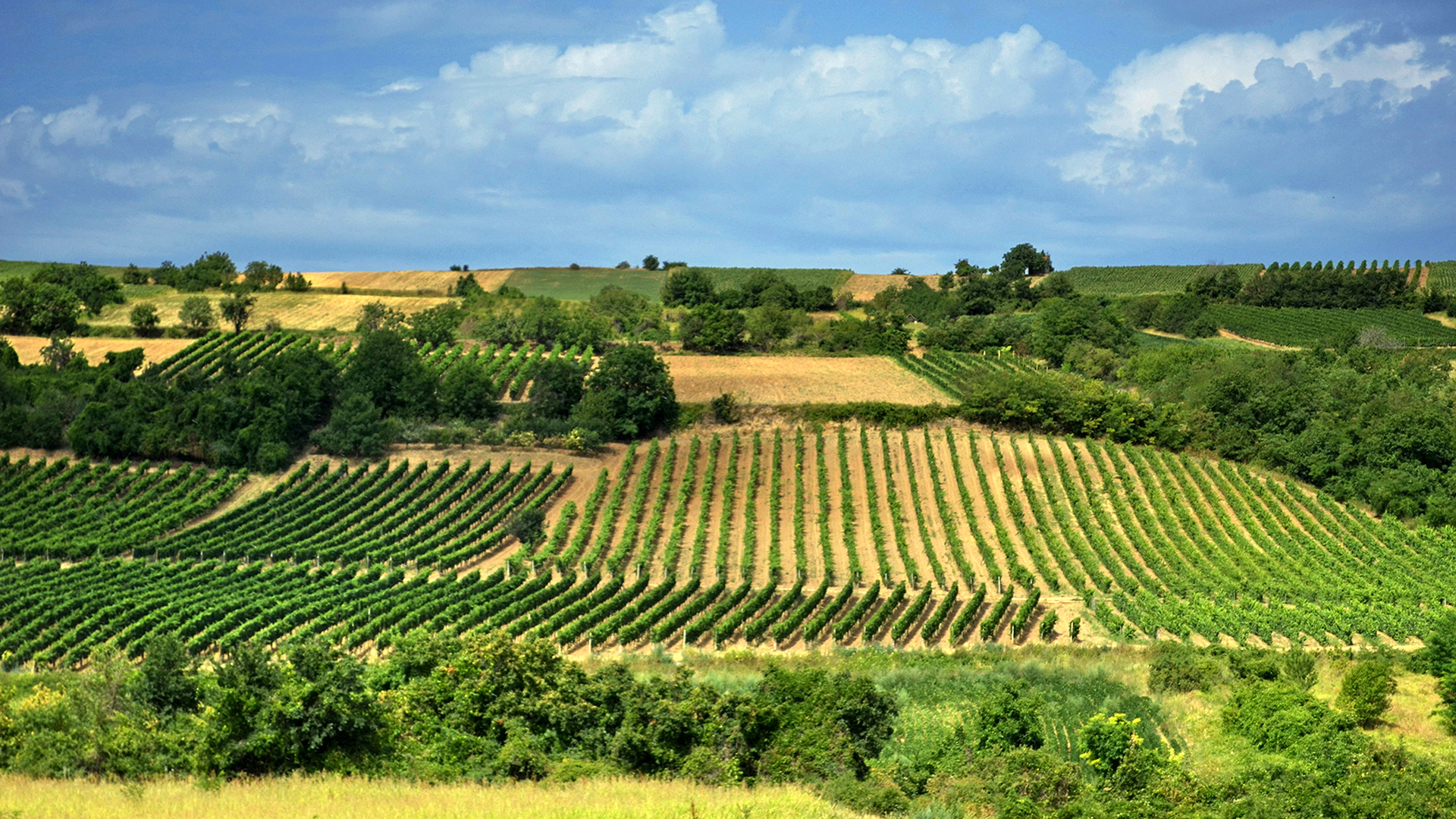
세르비아 프루슈카고라의 포도밭은 유럽에서 11위, 2014년에는 세계에서 19위를 차지했다.

세르비아는 다양한 농업 생산에 적합한 자연 조건을 가지고 있다. 5,056,000 헥타르(1인당 0.7 헥타르)의 농경지가 있으며, 이 중 3,294,000 헥타르가 경작지이다. 2016년 세르비아는 32억 달러 규모의 농산물과 식품을 수출했으며 수출입 비율은 178%였다. 세계 시장에서 세르비아 전체 매출의 5분의 1 이상이 농산물 수출이다. 세르비아는 유럽 연합에 가장 큰 냉동 과일 공급국 중 하나이다(프랑스 시장에서 가장 큰 규모, 독일 시장에서 두 번째로 큰 규모). 농업 생산은 판노니아 평원의 보이보디나에서 가장 두드러진다. 다른 농업 지역으로는 마치바, 포모라블레, 탐나바, 라시나, 야블라니차 등이 있다. 농업 생산의 구조는 70%가 밭 생산이고 30%가 가축 생산이다. 세르비아는 자두 생산량(58만2485톤, 중국에 이어 2위)과 산딸기 생산량(12만7010톤, 러시아와 미국에 이어 3위)이다. 또한 옥수수(648만 톤, 세계 32위)와 밀(207만 톤, 세계 35위)의 주요 생산지이다. 다른 중요한 농산물은 해바라기, 사탕무, 콩, 감자, 사과, 돼지고기, 쇠고기, 가금류, 유제품이다.
세르비아에는 56,000 ha의 포도원이 있으며, 매년 약 2억 3천만 리터의 와인을 생산한다. 가장 유명한 포도 재배 지역은 보이보디나와 슈마디야에 위치해 있다.

### 에너지
에너지 부문은 국가 경제에 있어 가장 크고 중요한 부문 중 하나이다. 세르비아는 전력의 순 수출국이자 주요 연료(석유, 가스 등)의 수입국이다.
세르비아는 석탄이 풍부하고 석유와 가스가 많이 매장되어 있다. 세르비아의 석탄 매장량은 55억 톤으로 세계 5위(유럽에서 독일에 이어 2위)이다. 석탄은 40억 톤의 매장량과 15억 톤의 코스톨락 매장량에서 발견된다. 세르비아의 석유·가스 자원(각각 7740만t, 481억㎥)은 세계 규모로는 작지만 발칸반도(루마니아 제외)는 물론 옛 유고슬라비아 지역에서도 가장 크기 때문에 지역적 중요성이 어느 정도 있다. 발견된 석유와 가스의 거의 90%는 바나트에서 발견되며, 이러한 석유와 가스전은 크기에 따라 판노니아 분지에서 가장 크지만 유럽 규모로는 평균적이다.

### 관광업
관광 부문은 2017년 국내총생산(GDP)의 1.4%를 차지했으며, 7만 5천 여명을 고용하고 있으며, 이는 국가 노동력의 약 3%에 해당한다. 2018년 관광으로 인한 외환 수입은 15억 달러로 추산된다.
세르비아는 대중 관광지는 아니지만 다양한 관광 상품을 보유하고 있다. 2018년, 총 340만 명 이상의 관광객이 숙박업소에 머물렀으며, 그 중 절반은 외국인 관광객이었다.

## 같이 보기
- 세르비아 국립은행
- 베오그라드 증권거래소